# Kostel svatého Josefa (Palm Bay)
Kostel svatého Josefa (anglicky St. Joseph's Catholic Church) je historický římskokatolický kostel, nacházející se na ulici 1422 Miller Street v obci Palm Bay, Brevard County, ve státě Florida.

## Historie
Postaven byl v roce 1914, a to z cypřišového dřeva, pokrytý plechovou střechou. Vedle kostela leží katolický hřbitov svatého Josefa (anglicky Saint Joseph). Katolická komunita svatého Josefa je stále činná. Hlavní kostel se nachází na adrese 5530 Babcock Street. Kostel na Miller Street je nyní hřbitovní kaplí. Původní nedaleký hřbitov stával na bažině, a proto byla uložená těla roku 1929 exhumována a pohřbena u kostela.
Kostel byl zařazen do National Register of Historic Places v roce 1987 (č. 87000816).